# Sedaví
Sedaví és un municipi del País Valencià que es troba a la comarca de l'Horta Sud. Limita amb Alfafar, Llocnou de la Corona i la ciutat de València.

## Geografia
El seu terme, estret i allargat i el seu relleu és totalment pla i cobert per sediments de l'època quaternària, encara en procés de rebliment o curullament en l'extrem oriental del terme, ocupat hui per arrossars, pròxims a l'Albufera.
La seua altitud mitjana es manté per davall dels 10 m. El clima és típicament mediterrani, amb mitjanes tèrmiques que oscil·len entre els 10º i els 25º de juliol.

### Urbanisme
El nucli urbà de Sedaví és relativament recent. Fins al segle XVIII consistia en una agrupació de barraques i alqueries ordenades en tres carrers: a l'oest el carrer dels Barraques o de l’Olivar (actual carrer de Cervantes), a l'est el carrer del Salobre i, entre estes, el carrer del Mig ('carrer del Mig'). El nucli ha crescut tant que el límit amb Alfafar el constituïx l'avinguda de l'Albufera i l'avinguda Divisòria.

### Transports
Pel terme de Sedaví circulen les següents carreteres:
V-31 Enllaça l'A-7 i l'AP-7 a l'altura de Silla amb València.
CV-401 Enllaça Sedaví amb El Saler i la CV-500.
CV-407 Enllaça Sedaví amb la CV-36 a l'altura de Picanya.

## Història
No hi ha restes arqueològics ni altres dades d'existència de població a Sedaví abans de l'època musulmana; l'Albufera s'estenia molt més enllà dels seus límits actuals i al seu voltant els aiguamolls impossibilitaven l'assentament de població humana.
Referent al topònim del lloc hi ha la hipòtesi que pogués derivar de la producció de seda i vi, hipòtesi que ha estat descartada. El més versemblant és que el seu topònim àrab, Beniçidavi, siga degut a la procedència d'una família de Xàtiva (d'ací: "cidaví") que hi va establir l'alqueria que passat el temps donaria lloc al poble. Amb eixa paraula apareix en el Llibre de Repartiment de 1237 a 1252.
Després de l'ocupació cristiana va ser atorgada pel rei Jaume I el 1239 als cavallers de Lleida anomenat Octavius i Pere Lenda.
A les primeries del segle xv, el senyoriu pertanyia a Arnau Guillem Escrivà, qui el va vendre en 1427 a Pere Genso. Posteriorment passà a ser propietat de Joan Miquel qui, el 1528, va deixar-lo en herència a son germà Gaspar. Francesca Miquel va contraure matrimoni amb Josep Anselm Olginat de Mèdici, el 1594, amb la qual cosa el senyoriu va ser heretat pel fill d'aquest matrimoni, Antonio Olginat de Mèdici, la titularitat del senyoriu passà a Antoni de Barradas, fill de Maria Lluïsa Olginat i Dídac Antoni Pérez de Barradas en el qual llinatge roman fins a l'abolició dels senyorius.
La família Barrades hi posseïa la majoria de les terres. El desé senyor de Sedaví va introduir la devoció a Sant Torquat, donant un quadre conservat a la parròquia. Potser per tensions entre habitants i senyors, a més de per l'arrelada devoció local a la Mare de Déu del Roser, el culte a Sant Torquat -oficialment patró del poble- romangué quasi ignorat fins al darres terç del segle xx.
En 1739, el senyor autoritzà un nou assentament en la partida del Pont de Pedra, que es va anomenar Sant Climent i que actualment forma part del nucli urbà: però no és fins a 1750 que se li atorga la categoria de lloc i comença a configurar-se com a municipi.
El culte de la Mare de Déu del Roser començà a la seua ermita, situada a la partida de Sant Climent. Al inaugurar-se l'església cap al 1802, la imatge va traslladar-se al nou temple.
Al primer terç del segle xx la vida social de Sedaví es desenvolupà, apareix la Banda de Música de Sedaví (1919), es funda el Casino de la Plaça (1926) i inaugurant-se les Escoles Nacionals. També s'inaugurà la nova plaça del poble.
Als 1960s Sedaví pateix una industrialització accelerada basada en la indústria del moble. Al mateix temps, la població creix amb les aportancions d'immigrants andalusos, castellans i aragonesos, provocant la construcció de les noves barriades de Sant Torquat i de la Mare de Déu del Roser.

### Gota Freda de 2024
El 29 d'octubre de 2024, el municipi de Sedaví va patir catastròfiques inundacions a causa de la Gota Freda (DANA) que va ocórrer a la província de València on va deixar uns 224 morts i centenars de damnificats. Les xifres en esta localitat són 11 persones.
Les imatges de Sedaví es van fer ressò en la premsa internacional a causa de la desena de cotxes apilats en L'Avinguda Doctor Gómez Ferrer, una setmana després eixe mateix carrer va quedar buidada a causa dels treballs dels bombers.

## Economia
La seua economia, basada tradicionalment en els cultius hortícoles i de l'arròs, ha patit en el present segle una profunda transformació fins a convertir-se eminentment en industrial, centrada entorn del ram del moble i la fusta. No existixen cultius de secà i els cultius de regadiu es repartixen entre l'arròs, el taronger, la dacsa i les hortalisses, que són els que més extensió ocupen. La ramaderia només està representada per alguns caps de boví estabulat, per a la producció de llet.
La indústria és el sector econòmic més important i factor clau per a l'augment de la població basat en la immigració de mà d'obra. El moble és l'especialitat que dona renom al poble i en eixa indústria treballa més d'un terç de la població activa. La producció es realitza en xicotets tallers d'origen artesanal i familiar, ampliats a empreses mitjanes en els últims anys. S'exporta a països europeus, a més d'assortir el mercat nacional.

## Política i govern

### Composició de la Corporació Municipal
El Ple de l'Ajuntament està format per 17 regidors. En les eleccions municipals de 26 de maig de 2019 foren elegits 7 regidors del Partit Socialista del País Valencià (PSPV-PSOE), 4 del Partit Popular (PP), 3 de Compromís per Sedaví (Compromís), 2 de Ciutadans - Partit de la Ciutadania (Cs) i 1 de Vox.
| Eleccions municipals de 26 de maig de 2019 - Sedaví |                                          |                                     |                                     |        |          |          |
| Candidatura | Candidatura                              | Candidatura                         | Cap de llista                       | Vots   | Vots     | Regidors |
| | Partit Socialista del País Valencià-PSOE |                                     | Josep Francesc Cabanes Alonso       | 1.818  | 34,73%   | 7 (+3)   |
| | Partit Popular                           |                                     | Raúl Hellín Álamo                   | 1.121  | 21,42%   | 4 (-3)   |
| | Compromís per Sedaví                     |                                     | Josep Ferran Baixauli Chornet       | 944    | 18,04%   | 3 (-1)   |
| | Ciutadans - Partit de la Ciutadania      |                                     | Jose Antonio Baixauli Gimeno        | 636    | 12,15%   | 2 (+1)   |
| | Vox                                      |                                     | Juana Aguado Nieto                  | 272    | 5,20%    | 1 (+1)   |
| | Altres candidatures                      |                                     |                                     | 417    | 7,97%    | 0 ( -1)  |
| | Vots en blanc                            |                                     |                                     | 26     | 0,50%    |          |
| Total vots vàlids i regidors | Total vots vàlids i regidors             | Total vots vàlids i regidors        | Total vots vàlids i regidors        | 5.234  | 100 %    | 17       |
| | Vots nuls                                | Vots nuls                           | Vots nuls                           | 37     | 0,70%    |          |
| Participació (vots vàlids més nuls) | Participació (vots vàlids més nuls)      | Participació (vots vàlids més nuls) | Participació (vots vàlids més nuls) | 5.271  | 67,27%** |          |
| Abstenció | Abstenció                                | Abstenció                           | Abstenció                           | 2.565* | 32,73%** |          |
| Total cens electoral | Total cens electoral                     | Total cens electoral                | Total cens electoral                | 7.834* | 100 %**  |          |
| Alcalde: Josep Francesc Cabanes Alonso (PSPV) (15/06/2019) Per ser la llista més votada, després de no haver obtingut majoria absoluta dels regidors (7 vots de PSPV) |                                          |                                     |                                     |        |          |          |
| Fonts: Ministeri de l'Interior, Junta Electoral de Zona de València. Periòdic Ara. (* No són vots sinó electors. ** Percentatge respecte del cens electoral.)         |                                          |                                     |                                     |        |          |          |

### Alcaldes
Des de 2019 l'alcalde de Sedaví és Josep Francesc Cabanes Alonso del PSPV-PSOE.
| Període     | Alcalde o alcaldessa                                        | Partit polític      | Data de possessió     | Observacions    |
| ----------- | ----------------------------------------------------------- | ------------------- | --------------------- | --------------- |
| 1979–1983   | Manuel Corredor i Sanchis                                   | PSPV-PSOE           | 19/04/1979            | --              |
| 1983–1987   | Manuel Corredor i Sanchis                                   | PSPV-PSOE           | 28/05/1983            | --              |
| 1987–1991   | Manuel Corredor i Sanchis                                   | PSPV-PSOE           | 30/06/1987            | --              |
| 1991–1995   | Manuel Corredor i Sanchis                                   | PSPV-PSOE           | 15/06/1991            | --              |
| 1995–1999   | Manuel Corredor i Sanchis                                   | PSPV-PSOE           | 17/06/1995            | --              |
| 1999–2003   | Manuel Corredor i Sanchis                                   | PSPV-PSOE           | 03/07/1999            | --              |
| 2003–2007   | Manuel Corredor i Sanchis                                   | PSPV-PSOE           | 14/06/2003            | --              |
| 2007–2011   | Rafael Pérez Martínez                                       | PP                  | 16/06/2007            | --              |
| 2011–2015   | Rafael Pérez Martínez                                       | PP                  | 11/06/2011            | --              |
| 2015–2019   | Josep Francesc Cabanes Alonso Josep Ferran Baixauli Chornet | PSPV-PSOE Compromís | 13/06/2015 15/07/2016 | Pacte de govern |
| 2019-2023   | Josep Francesc Cabanes Alonso                               | PSPV-PSOE           | 15/06/2019            | --              |
| Des de 2023 | Josep Francesc Cabanes Alonso                               | PSPV-PSOE           | 17/06/2023            | --              |

## Demografia
Cavanilles aporta la xifra de 185 veïns, l'any 1784; la població que dona Madoz, a mitjan segle xix, és de 835 habitants i Sanchis Sivera, l'any 1922, en comptabilitza 1.887.
A data de 2024, Sedavi tenia 10.914 habitants (INE).
| any  | habitants |
| ---- | --------- |
| 1900 | 1.827     |
| 1910 | 1.988     |
| 1920 | 2.009     |
| 1930 | 2.550     |
| 1940 | 2.767     |
| 1950 | 2.987     |
| 1960 | 3.544     |
| 1970 | 5.450     |
| 1981 | 8.213     |
| 1991 | 8.069     |
| 2000 | 8.353     |
| 2010 | 9.971     |
| 2020 | 10.391    |
| 2024 | 10.914    |

## Monuments
- El Nucli històric tradicional de Sedaví està declarat com a Bé Immoble de Rellevància Local.[12]
- Església de la mare de Déu del Roser, monument datat de finals del segle xviii.[13]

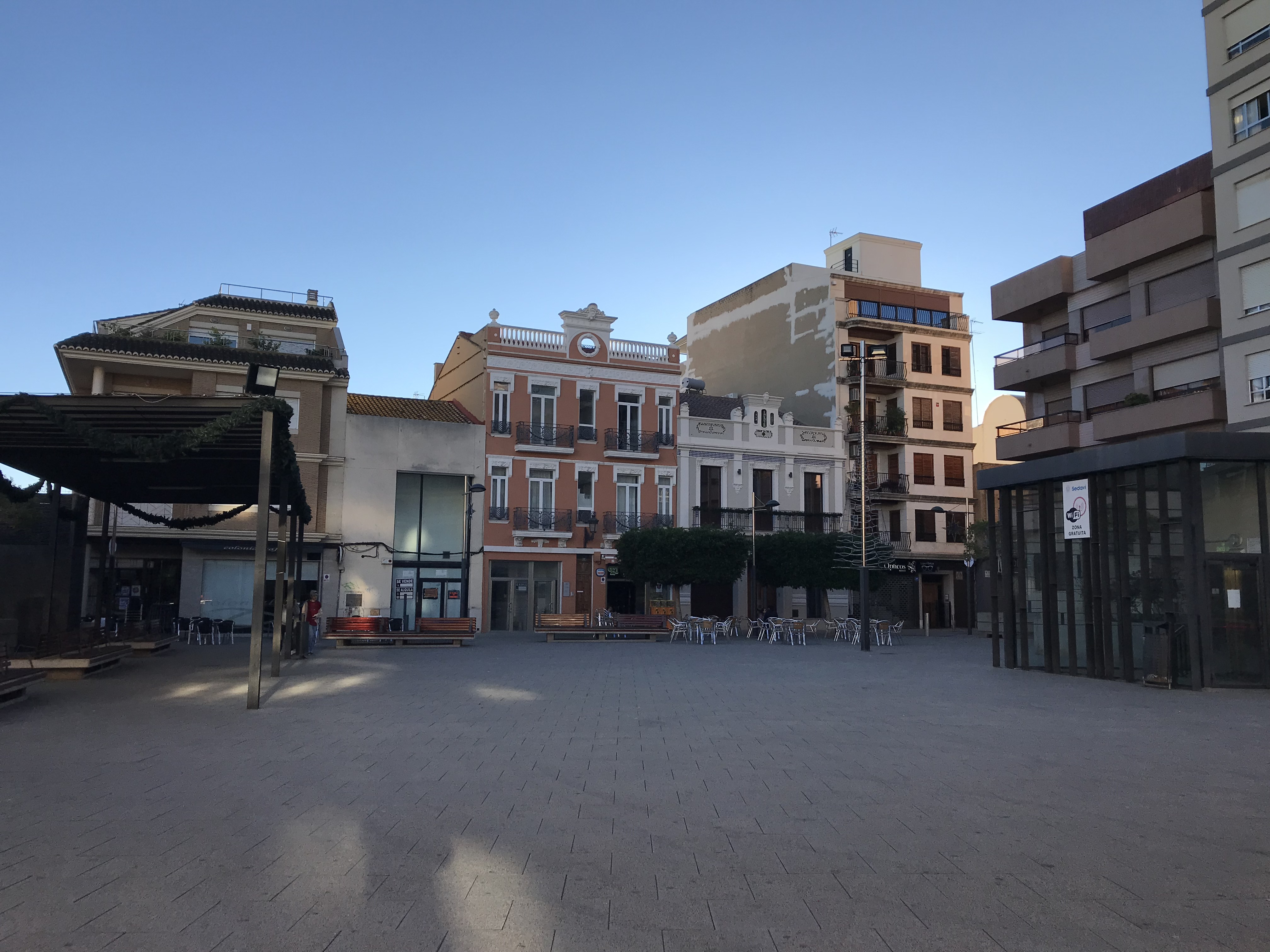
Plaça de Jaume I, en 2021
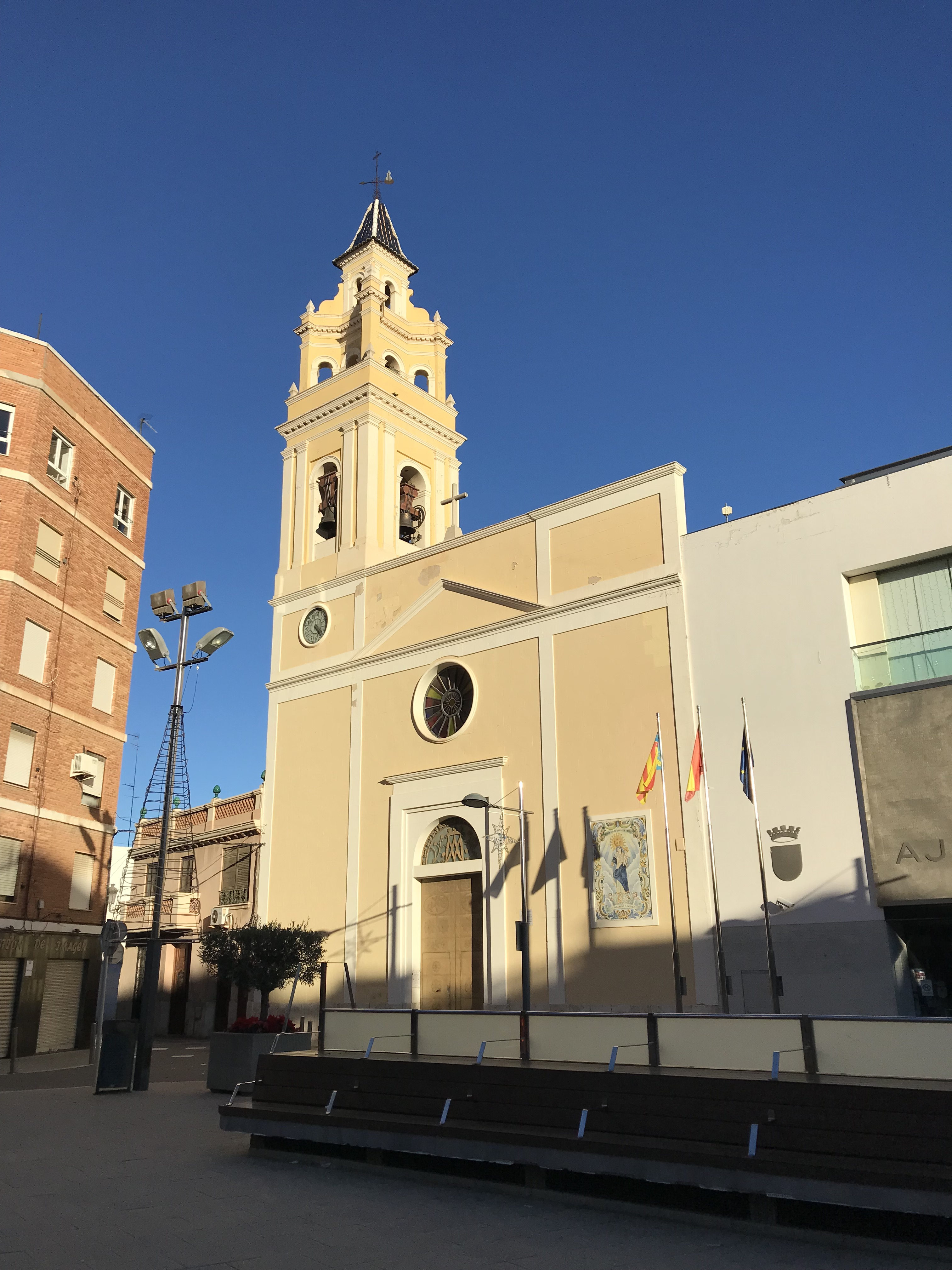
Església de la Mare de Déu del Roser
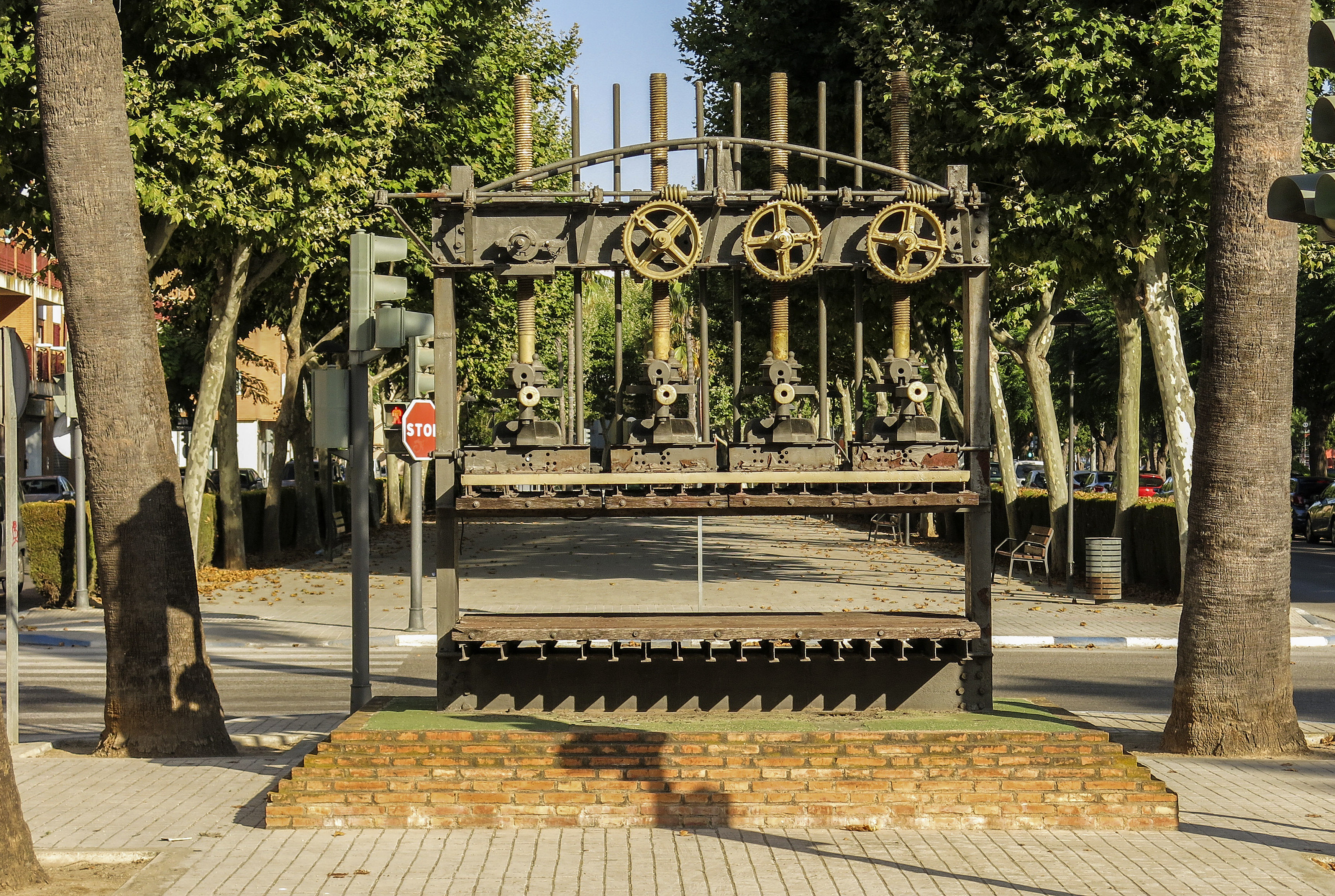
Premsa de xapa (premsa mecànica) a l'avinguda del País Valencià de Sedaví
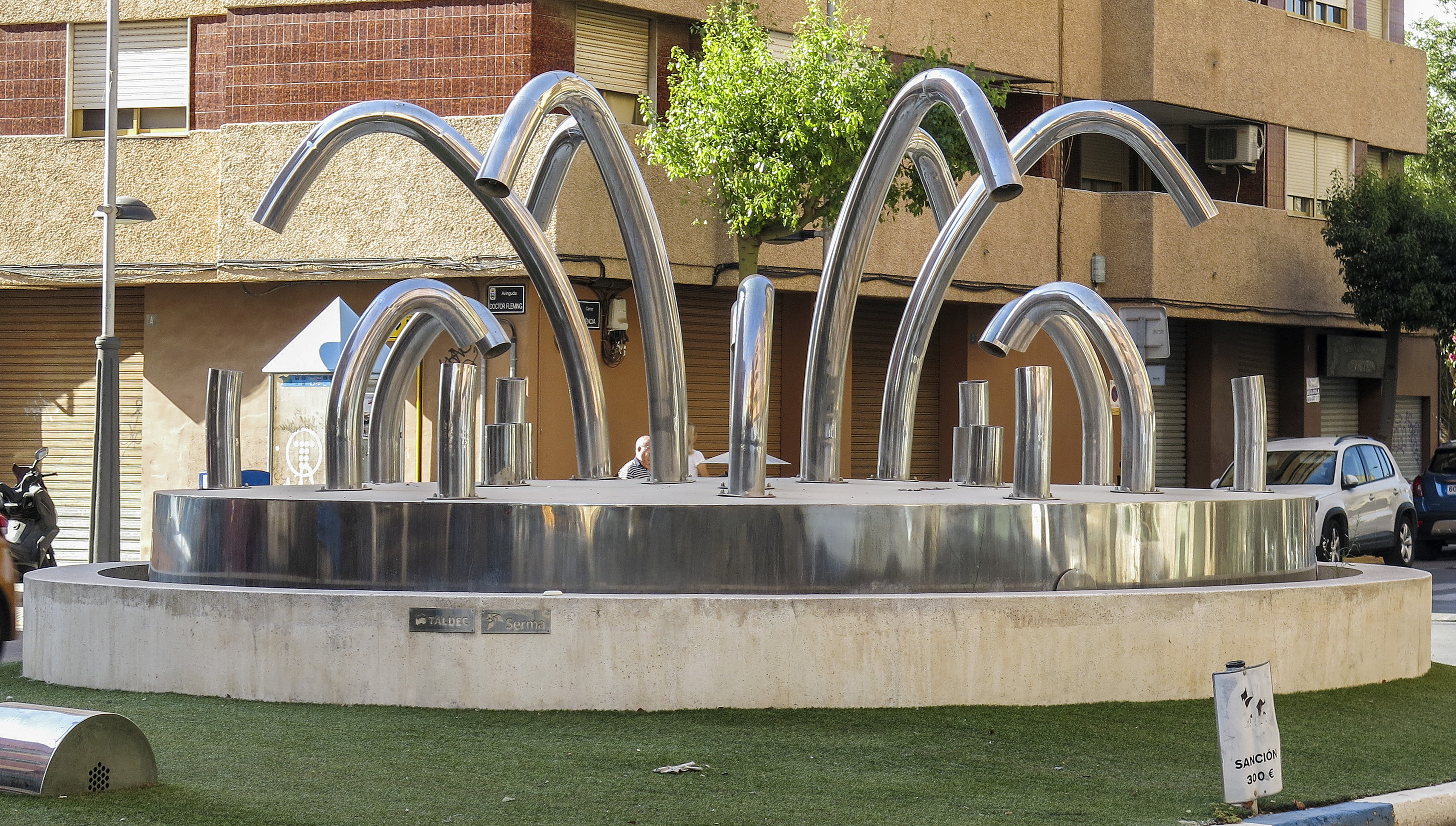
Monument al carrer València

## Festes i celebracions
Les festes populars i patronals de Sedaví se celebren durant la segona quinzena del mes de setembre (encara que comencen sempre a finals de la primera). Hi tenen lloc activitats lúdiques, com ara els barracons festius, el concurs de paelles i la cavalcada; culturals, com ara l'exposició de pintura, actuacions musicals i un festival de bandes de música, i esportives, com ara una competició de futbol, a més dels actes religiosos en honor de la Mare de Déu del Roser i Sant Torquat, patrons de la població.
Altres festes populars, o de barriada, són les que, a finals d'agost i principis de setembre, se celebren en honor de Sant Roc, organitzades pels clavaris.
Sedaví celebra així mateix les festes falleres que culminen el 19 de març.
En la primera setmana del mes de maig, se celebren les festes de Moros i Cristians dedicades al patró del municipi: San Torquat. Esta festivitat és la més recent a implantar-se a Sedaví (any 2011) i malgrat això, en pocs anys ha guanyat partidaris i es poden comptar per dos centenars, les persones que participen d'esta festivitat.

## Fills il·lustres
- AntonioTarazona (Sedaví, 1843-1906). És un astrònom
- Ignacio Tarazona (Sedaví, 1854-1924). És un astrònom
- Adela Pla Pastor (Sedaví 1938-2005).

Socialista històrica, es va afiliar al PSOE l'any 1976. Des de llavors va participar activament en política. En 1979 va ser la primera dona en Espanya nomenada consellera d'un govern preautonòmic, el del País Valencià, que presidia el socialista Josep Lluís Albinyana i Olmos.
En 1980 es va traslladar a Madrid com a diputada per València en les Corts Generals. Allí va romandre fins a 1993, durant quatre legislatures, sent una altra vegada la primera dona diputada per València durant les dues primeres legislatures. En el seu treball en el grup socialista en les Corts Generals va treballar en les comissions d'Educació i Cultura, Assumptes Exteriors i Control de Radiotelevisió Valenciana (RTVE). D'esta última comissió va ocupar la vicepresidència.
Des de 1982 i fins a 1987 va formar part de la delegació espanyola en el Consell d'Europa. En esta ocasió també va ser pionera, ja que en l'assemblea del dit consell va ser la primera dona que va formar part de la delegació de les Corts. A més, Adela Pla ha representat Espanya en distintes conferències de Parlamentaris per la Pau celebrades a Mèxic, Sidney i Nairobi.
Dins de l'executiva del PSOE, Adela va formar part de la Secretaria General d'Emigració, càrrec que la va obligar a desplaçar-se a diferents països durant anys. Adela Pla va tornar al seu poble natal, Sedaví, en 1993. Va ser nomenada jutge de pau de Sedaví, càrrec que va ocupar fins a la seua mort l'any 2005. Eixe mateix any va ser nomenada filla predilecta de Sedaví per part de la corporació municipal.
- Manuel López Torres (Moixent, 1940). És un músic trompetista, professor de Francisco Ángel Blanco Nieto i de David Pastor, director i cofundador de Sedajazz.[17]

- Ferran Torrent i Llorca (Sedaví, 1951). És un dels escriptors valencians actuals més reconeguts i que més ven.

- Vicent Ruiz Monrabal (Sedaví, 1936-2011). Advocat i polític, va ser un dels fundadors d'UDPV, diputat a les eleccions de 1979 i cronista oficial de Sedaví.
- Francisco Ángel Blanco Nieto "Latino Blanco" (Còrdova, 1966) és un músic de jazz, director i cofundador de Sedajazz.
- Susana Pareja (Sedaví, 1973). És una exjugadora d'handbol espanyola i actualment entrenadora.
- David Pastor (Sedaví, 1974) és un músic trompetista de jazz.